# Сыромятников, Геральд Алексеевич
Гера́льд Алексе́евич Сыромя́тников (род. 14 марта 1935, Каменск, Челябинская область) — советский и российский архитектор, художник.
Член Союза архитекторов СССР с 1960 года, член Профессионального союза художников РФ с 2015 года.

## Биография
Геральд Алексеевич Сыромятников родился 14 марта 1935 года в семье служащих. Его мать Белькова Екатерина Васильевна (23 ноября 1912—1986) родилась в семье священника. Она окончила педагогическое училище и работала учительницей начальных классов.
Отец, Сыромятников Алексей Иванович (30 марта 1908 — 13 ноября 1990), был сыном хорошо известного в Нижегородской губернии садовода, Ивана Сыромятникова (род. ок. 1860, умер ок. 1950). Не имея полноценного образования, работал театральным художником в гастролирующем театре.
В 1941 году из г. Орска Алексей Иванович ушел на фронт, в 1943 году в семье появился отчим Лапшин Петр Владимирович (1902 — 26 ноября 1970). После войны Алексей Иванович вернулся и создал новую семью.
В 1946 году они переезжают в Крым, сначала в Степной (село Золотое Поле), затем г. Алушта, где Геральд в 1949 году заканчивает семилетку. В 1952 году он заканчивает среднюю школу с золотой медалью в г. Кондрово Калужской области.
В 1958 году, пройдя прекрасную школу МАрхИ, учёбу и работу в очень талантливом студенческом коллективе под руководством замечательных преподавателей-профессионалов (это и В. Ф. Кринский, и дуэт Г. А. Захарова и З. С. Чернышовой, и Н. Х. Поляков, и Л. С. Залесская, под руководством которых был выполнен и защищен с оценкой «отлично» дипломный проект на тему «Хлебниковский лесопарк под Москвой»), Геральд Сыромятников закончил Московский архитектурный институт, получив квалификацию архитектора.

### Личная жизнь
Геральд Сыромятников был трижды женат. От первого брака имеет сына Дмитрия и дочь Юлию, от третьего — сына Алексея.

## Творчество
- 1958 год — работа в Челябинске в должности старшего архитектора проектного института «Челябинскгорпроект». Работа над проектом ЦПКиО с лесопарком.
- 1959 год — Переведен на должность главного архитектора проектов. Менее чем за год выполняет целый ряд проектов на различных стадиях крупных городских объектов[1].
- 10 сентября 1960 года — Назначен главным архитектором города Снежинска, нового строящегося научного центра на Урале, где он проработал 10 лет, участвуя в разработке генерального плана и проектов планировок, проводя определённую административную политику в застройке и оформлении города. Сыромятников подбирает людей и создает при отделе архитектуры комплексную проектную группу, выполняющую сначала небольшие проекты по застройке, благоустройству и оформлению города; впоследствии эта группа превратилась в филиал головного проектного института с самостоятельной программой[2].
- 1968 год — Совместно со скульптором И. Д. Бродским Сыромятников Г. А. разработал проект памятника В. И. Ленину, который в 1970 году устанавливается в центре города Снежинска к 100-летнему юбилею В. И. Ленина. Это явилось как бы завершением 1-й очереди строительства города, и в связи с уменьшением объёмов строительства по просьбе Сыромятникова его переводят в Москву, в Государственный Союзный проектный институт на должность начальника бригады проектировщиков по строительству и благоустройству города Протвино Московской области. Во многом благодаря его энергичности в Протвино создается комплексная проектная бригада, взявшая на себя разработки (и иногда выполнение в натуре) проектов по монументально-художественному оформлению города. В Протвино создаётся детский игровой городок, идея и эскизный проект которого были разработаны Геральдом лично, и к исполнению которого были привлечены московские скульпторы Л. Сенько и А. Шишакин. Помимо функционального назначения детский игровой городок в Протвино несет в себе заметное художественное начало. Сказочность темы и исполнение её в живом материале сделали его излюбленным местом досуга ребят и прообразом для создания детских игровых городков и площадок[3].
- 15 декабря 1971 года — Геральд Сыромятников перешел из ГСПИ в Моспроект-3 (главный архитектор проекта).
- 14 апреля 1972 года — Переходит в МНИИП объектов культуры, отдыха, спорта и здравоохранения (Моспроект-4), где выполняет целый ряд проектов, занимается административной работой в должности зам. руководителя мастерской № 3. Некоторое время Сыромятников занимается административно-координационной работой по проектированию и авторскому надзору за строительством Всесоюзного кардиологического центра АМН СССР.
- 9 июля 1979 года — Переходит работать в Художественный фонд РСФСР архитектором в Комбинат монументально-декоративного искусства (КМДИ МГОХФ РСФСР).
- 20 сентября 1999 года — Увольняется в связи с уходом на пенсию. Находясь на пенсии, выполняет отдельные проекты по трудовым соглашениям с Моспроектом-2, ГПИ, персональными творческими мастерскими. Большинство проектов было выполнено в творческой мастерской архитектора А. Р. Асадова и мастерской № 19 Моспроекта-2.
- С 1 октября 2004 года по 2012 год — Доцент на кафедре скульптуры и композиции Российской Академии живописи, ваяния и зодчества Ильи Глазунова.

Параллельно Сыромятников продолжает участвовать во всех выставках Союза архитекторов в Челябинске и некоторых выставках Союза художников, в частности, в 1-й Областной выставке акварелистов.
Переехав в Москву, Геральд Сыромятников начинает регулярно участвовать в весенних и осенних выставках в Центральном Доме Архитектора и выставках в проектных институтах, где он работает.
В 2001 году в Белой гостиной ЦДА проходит его первая персональная выставка, которая была очень тепло принята. А в 2005 и затем в 2010, 2015 и 2020 годах в Фойе ЦДА открываются его персональные выставки.

## Осуществленные проекты

### Челябинск
- 1960 — жилой квартал ЧПИ
- 1960 — Пристройка (крыло) гостиницы «Южный Урал»
- 1960 — Производственная база треста «Горгаз» (привязка)
- 1960 — Бульвар и благоустройство проспекта Ленина (западная часть)

### Снежинск
- 1960-е — Генеральный план города
- 1968 — Памятник В. И. Ленину (скульптор И. Д. Бродский). Открыт 22 апреля 1970
- 1968 — Мозаичный портрет А. М. Горького для вестибюля городской библиотеки им. Горького
- 1962—1970 — Благоустройство участков набережной

### Протвино
- 1971 — Центральный детский игровой городок (скульпторы Л. Н., А. Шишакин)[3]

### Новомосковск
- 1974 — Монументально-скульптурная композиция «Истоки Дона» (скульптор М. Б. Смирнов). Установлена с нарушениями проекта
- 1989 — Проект ПКиО, южная часть (скульптор М. Б. Смирнов)

### Душанбе
- 1977 — Памятник А. Горькому и С. Айни (скульптор И. Д. Бродский)[4][5][6]

### пос. Верзино, Ярославская область
- 1978 — Мемориал/скульптурная композиция «Солдат с девочкой» (скульптор А. Д. Анонченко)

### Барнаул
- 1979 — Сквер у Алтайского проектного института (АПИ) с памятником И. И. Ползунову (скульптор И. Д. Бродский)[7][8]

### Бийск
- 1980 — Памятник В. И. Ленину (скульптор Х. Б. Геворкян). Открыт 4 ноября 1983[9]

### с. Боровое, Курганская область
- 1982 — Мемориал «Солдат с женщиной» (скульптор А. М. Анопченко)

### Апатиты
- 1982 — Мемориальная доска акад. Сидоренко А. В. на здании КФАН СССР (скульптор Е. Б. Преображенская)

### Прохладный, Кабардино-Балкарская АССР
- 1983—1984 — Памятник В. И. Ленину (скульптор Б. И. Дюжев)

### Клин
- 1988 — Бюст С. А. Афанасьева (скульптор Ю. Г. Орехов). Открыт в 1989 году

### Москва
- 1973 — Протезно-ортопедический восстановительный центр, отделение физиотерапии, при участии арх. М. Урусовой. Москва. Протезно-ортопедический восстановительный центр. Макет на переднем плане — корпус физиотерапии. Фото с макета. 1979 г.

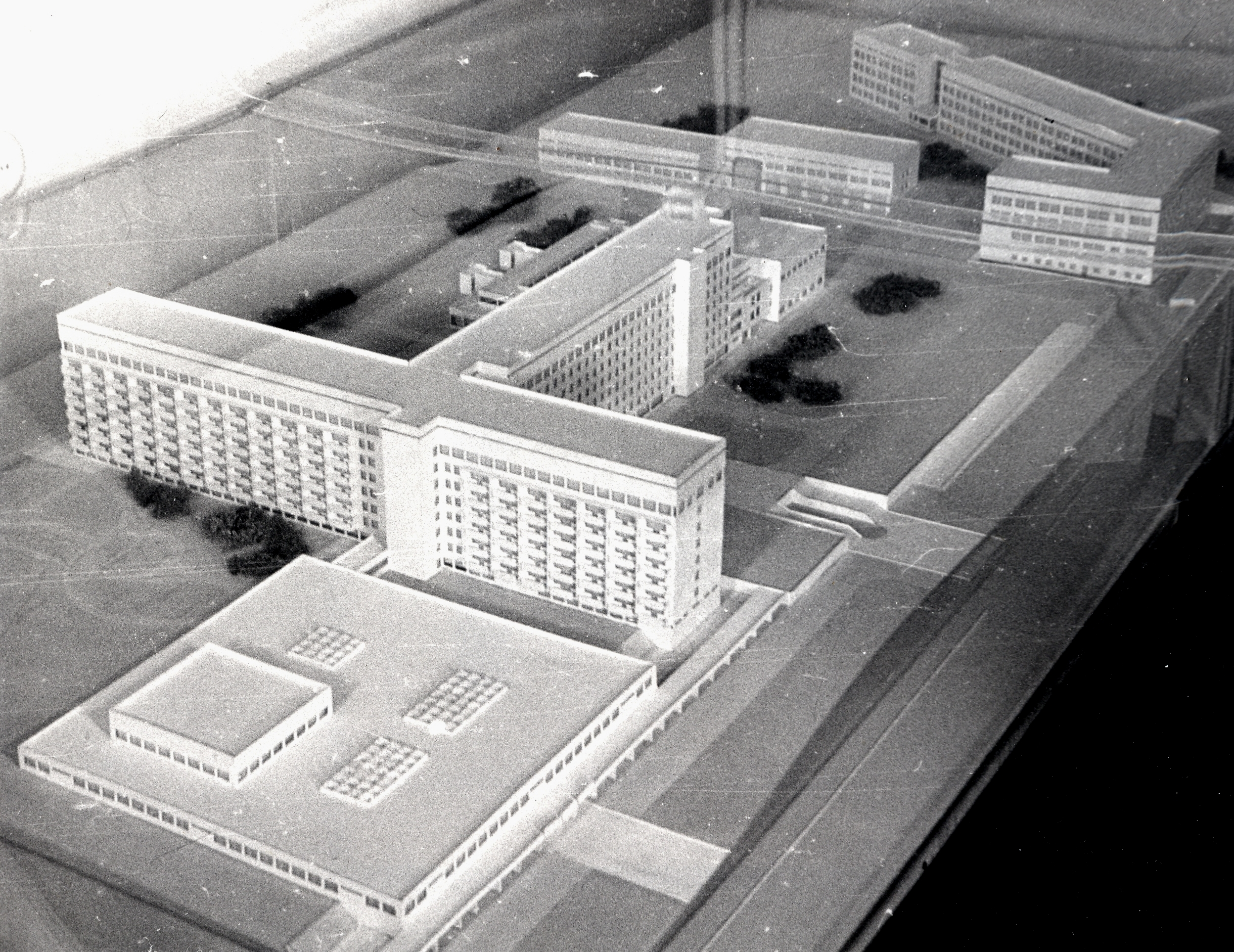
Москва. Протезно-ортопедический восстановительный центр. Макет на переднем плане — корпус физиотерапии. Фото с макета. 1979 г.

- 1976 — Надгробие А. Кортунову на Новодевичьем кладбище (скульптор О. Д. Яновский)
- 1978 — Надгробие В. В. Почиталову на Ваганьковском кладбище (скульптор М. М. Воскресенская)
- 1981 — Доски-вывески на здании Дома Советов РСФСР, в том числе модель герба РСФСР
- 1982 — Надгробие Анисимовой на Кунцевском кладбище (скульптор Е. Б. Преображенская)
- 1983 — Бюст Бадаеву в фойе Хлебозавода № 10 (скульптор Е. Б. Преображенская)
- 1983 — Надгробие Казарновскому на Новокунцевском кладбище (скульптор Б. И. Дюжев)
- 1986 — Надгробие Р. С. Саркисяну на Новокунцевском кладбище (скульптор М. Б. Смирнов)
- 1992 — Надгробие В. В. Ржевскому на Новодевичьем кладбище
- 1993—1999 — Городская больница № 31 (в роли главного инженера проекта)
- 2002—2003 — Кадетский корпус (ул. Сокольническая, 28). Осуществлен 1 корпус

## Галерея
Практически всю свою жизнь Геральд Сыромятников рисует, его любимой техникой является акварель.

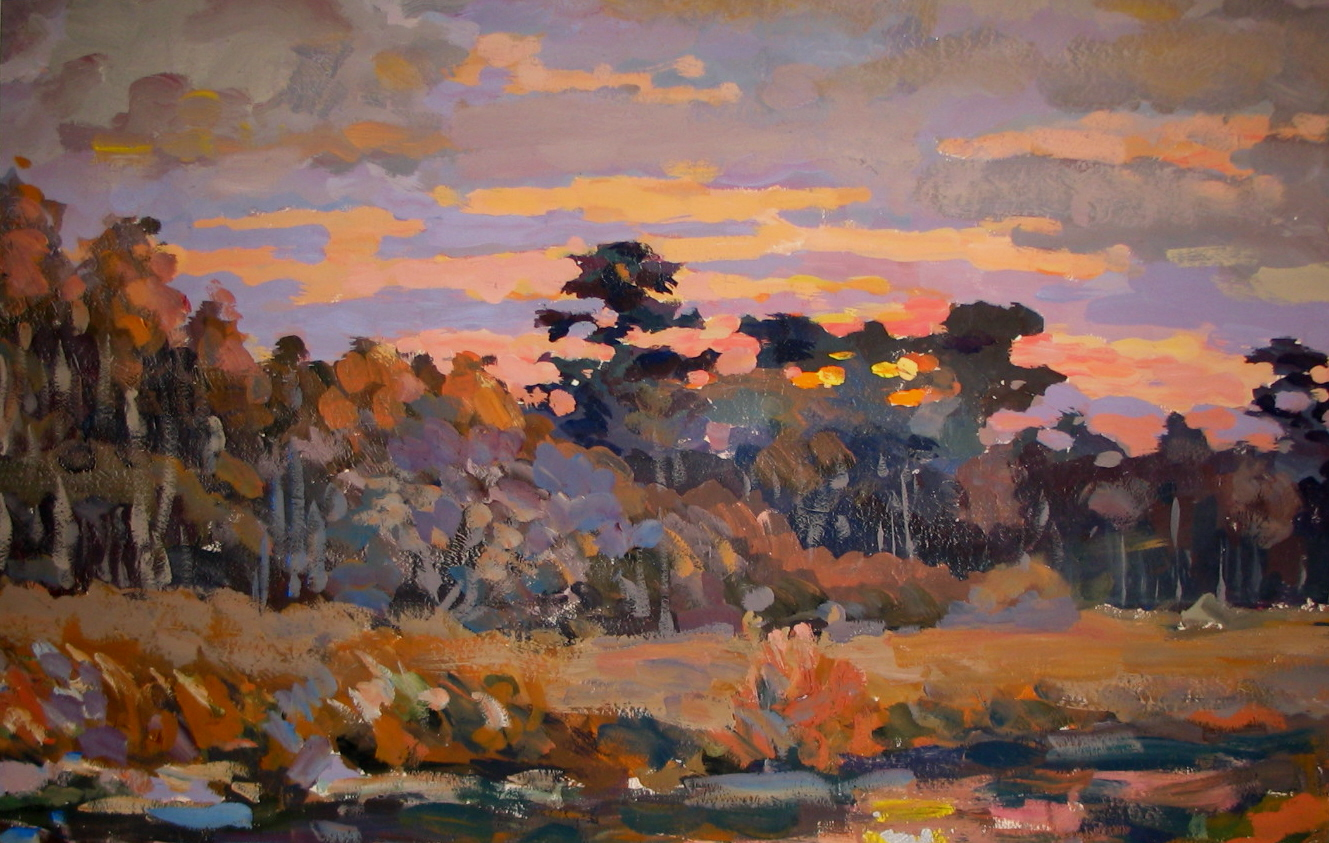
Солнце садится. Урал. 1967 г.
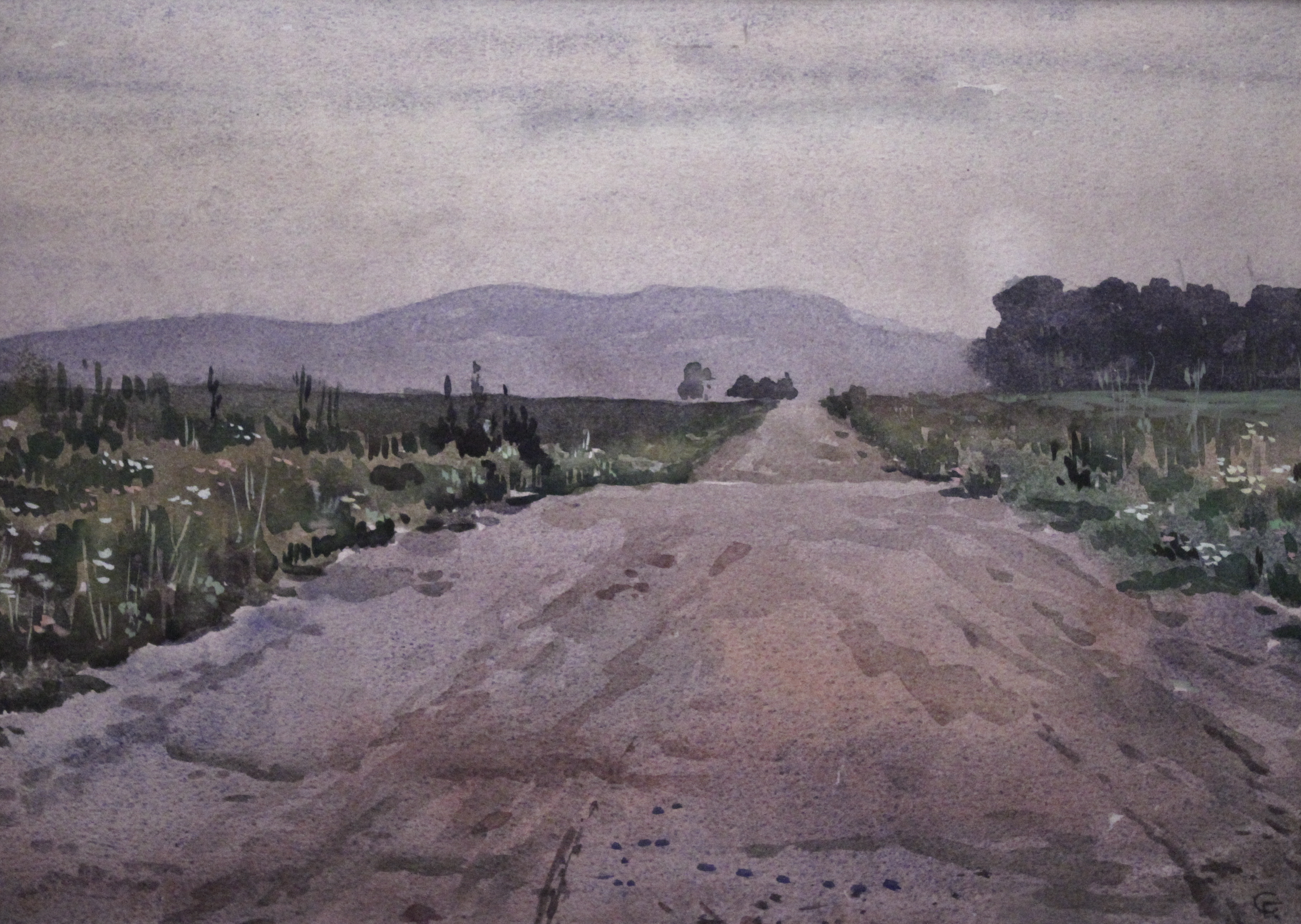
Дорога к Снежинску. 1968 г.
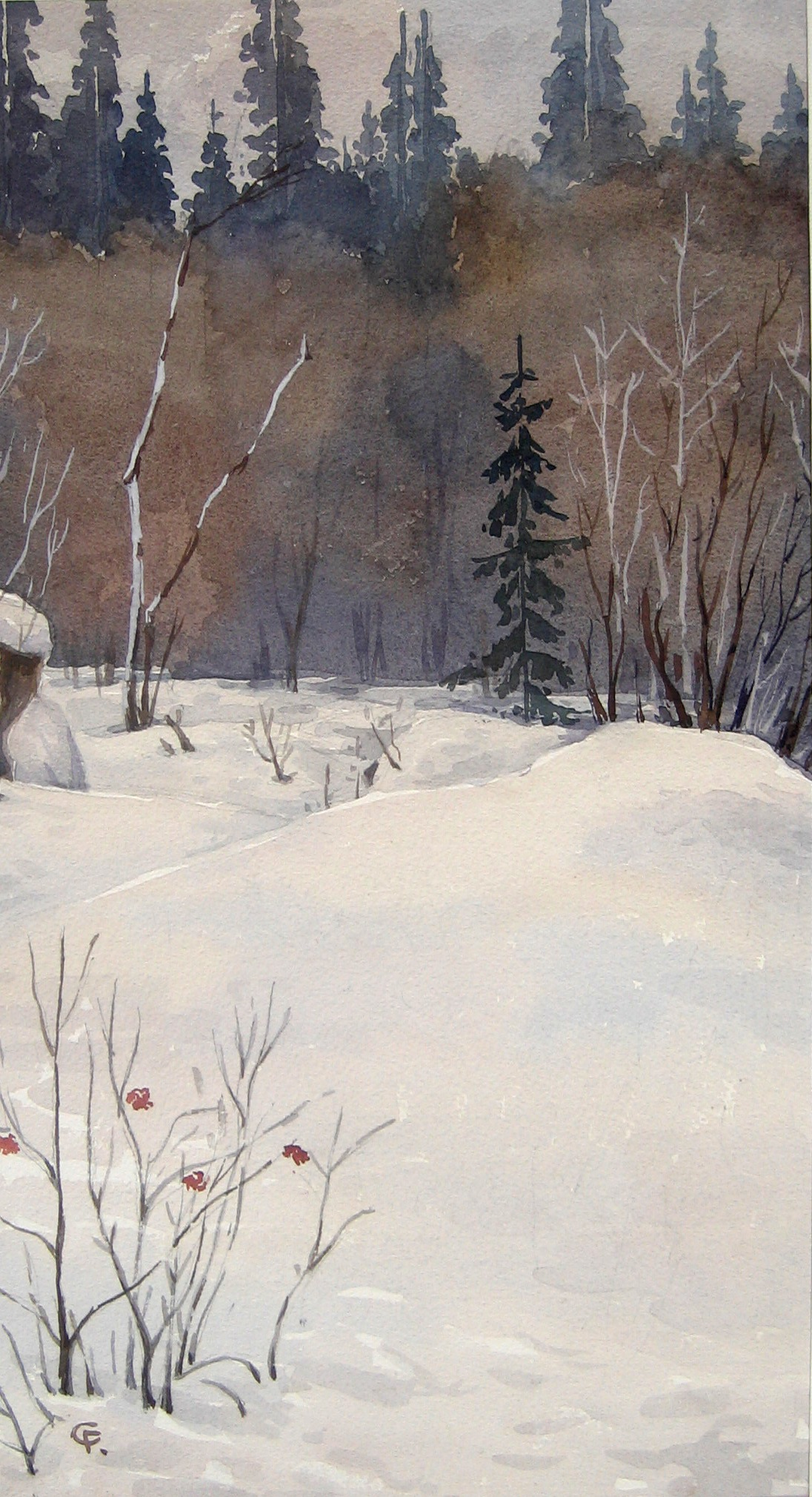
Рябина на снегу. 1968 г.
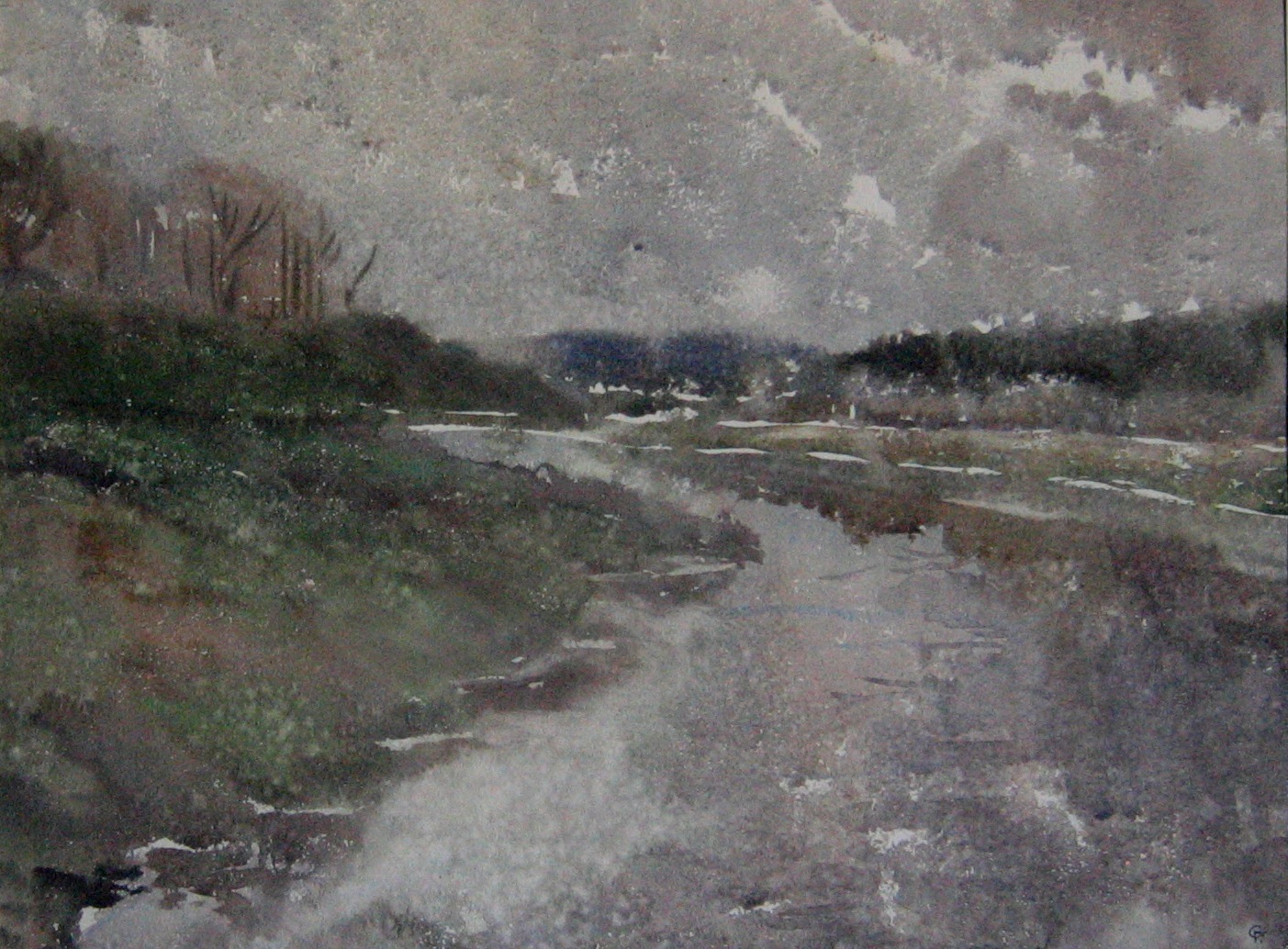
Верховья Волги. 1984 г.
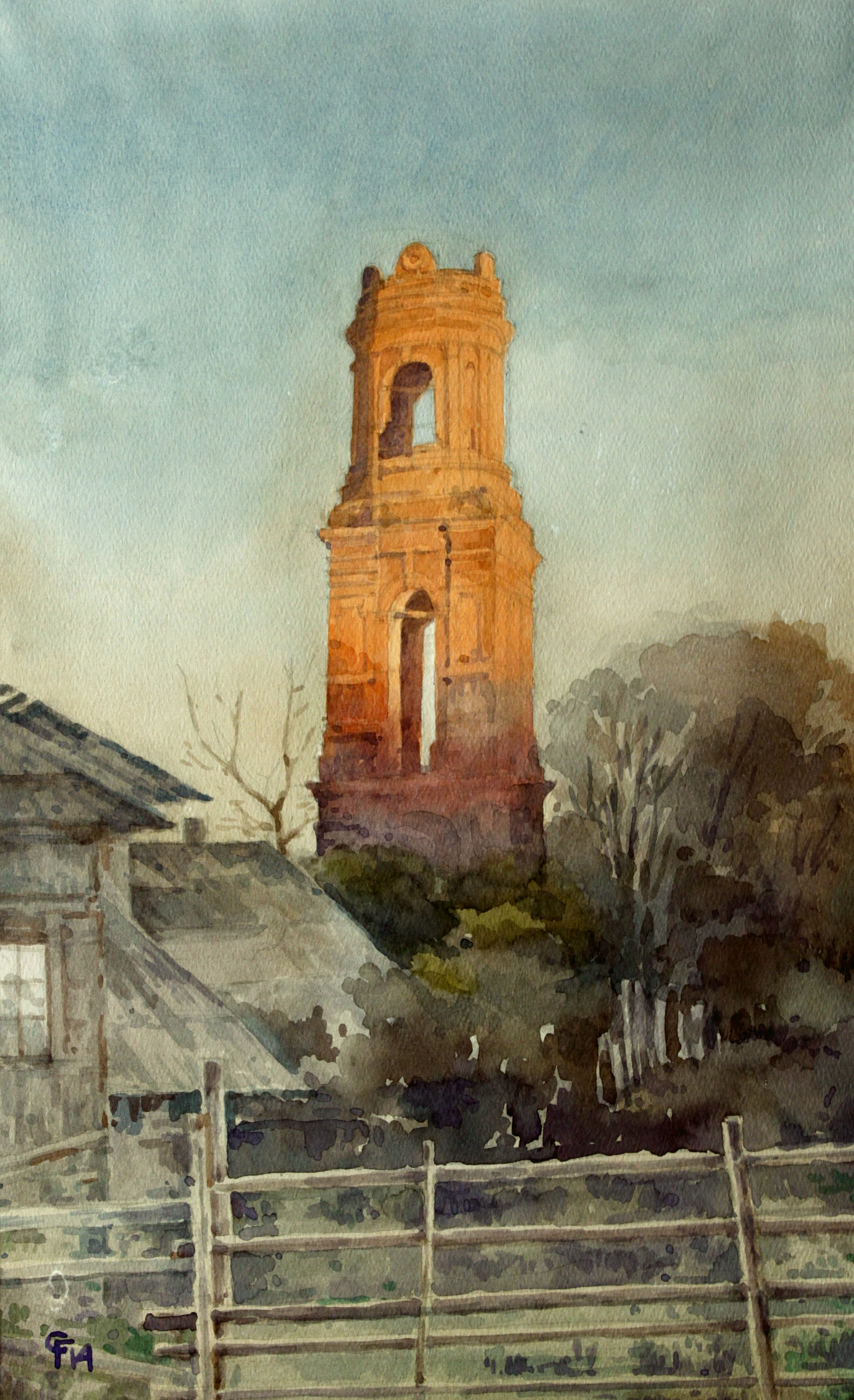
Свеча. 2014 г.
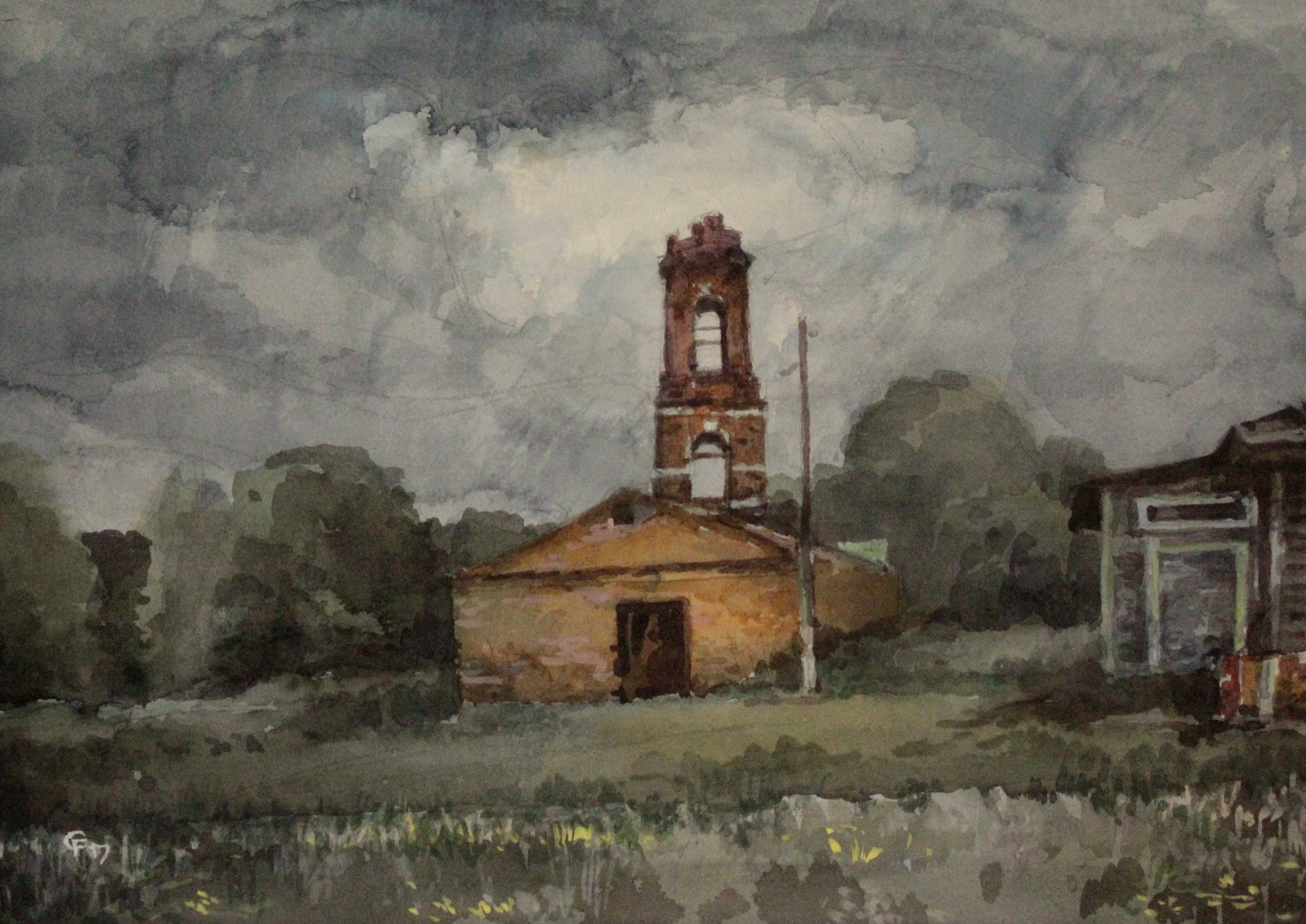
К ненастью. 2017 г.
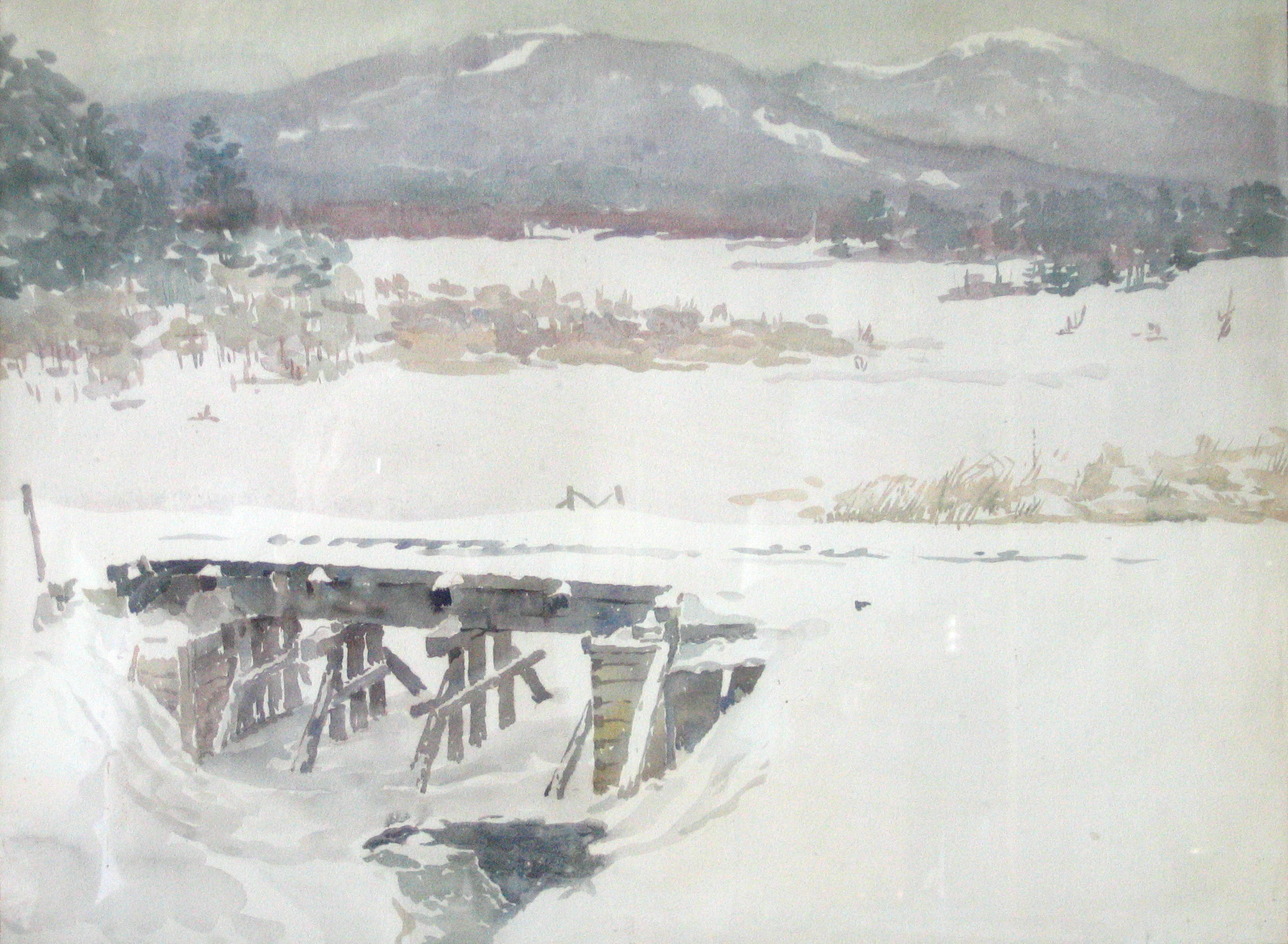
Урал. Вишневые горы. 1969 г.
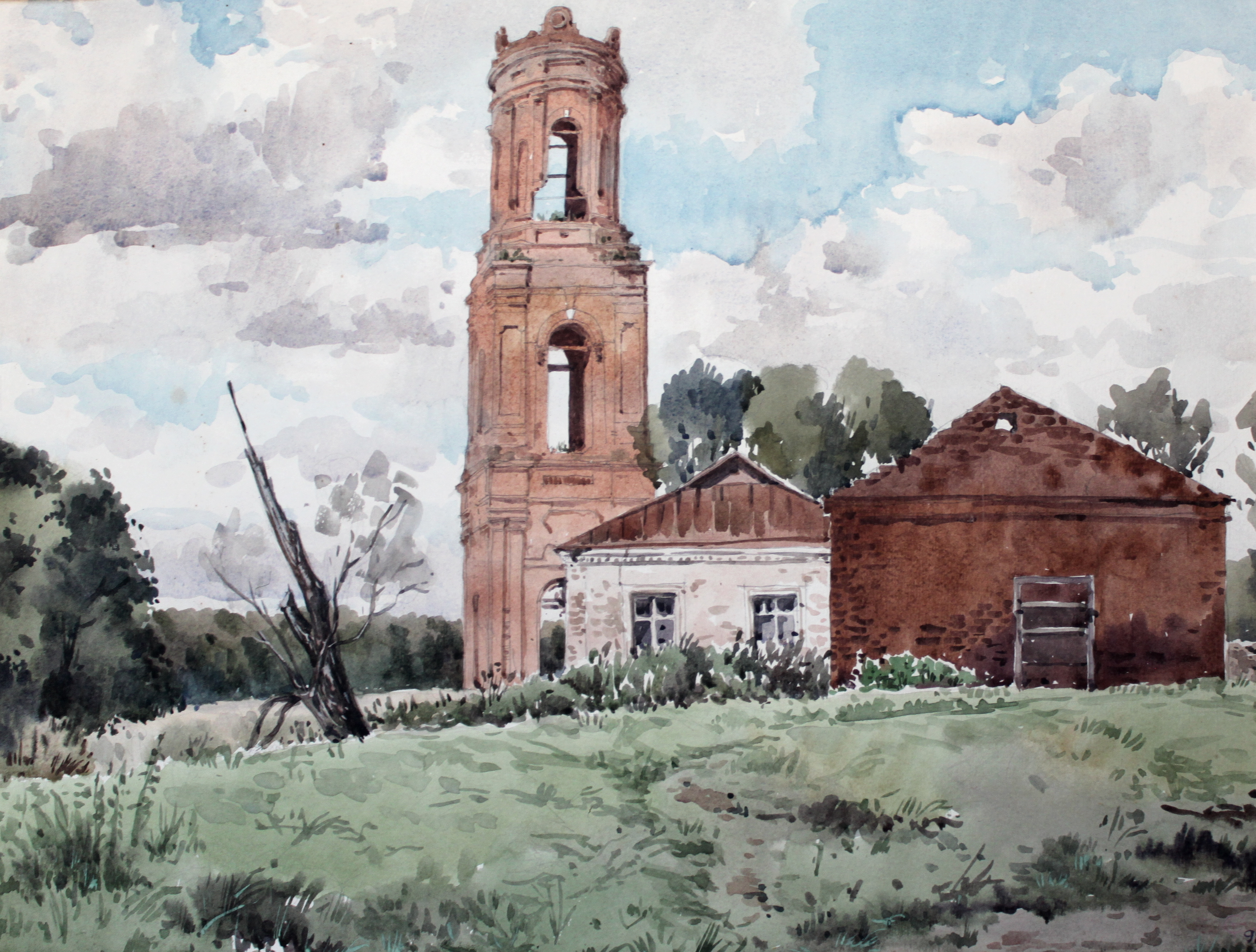
Деревня. 2018 г.
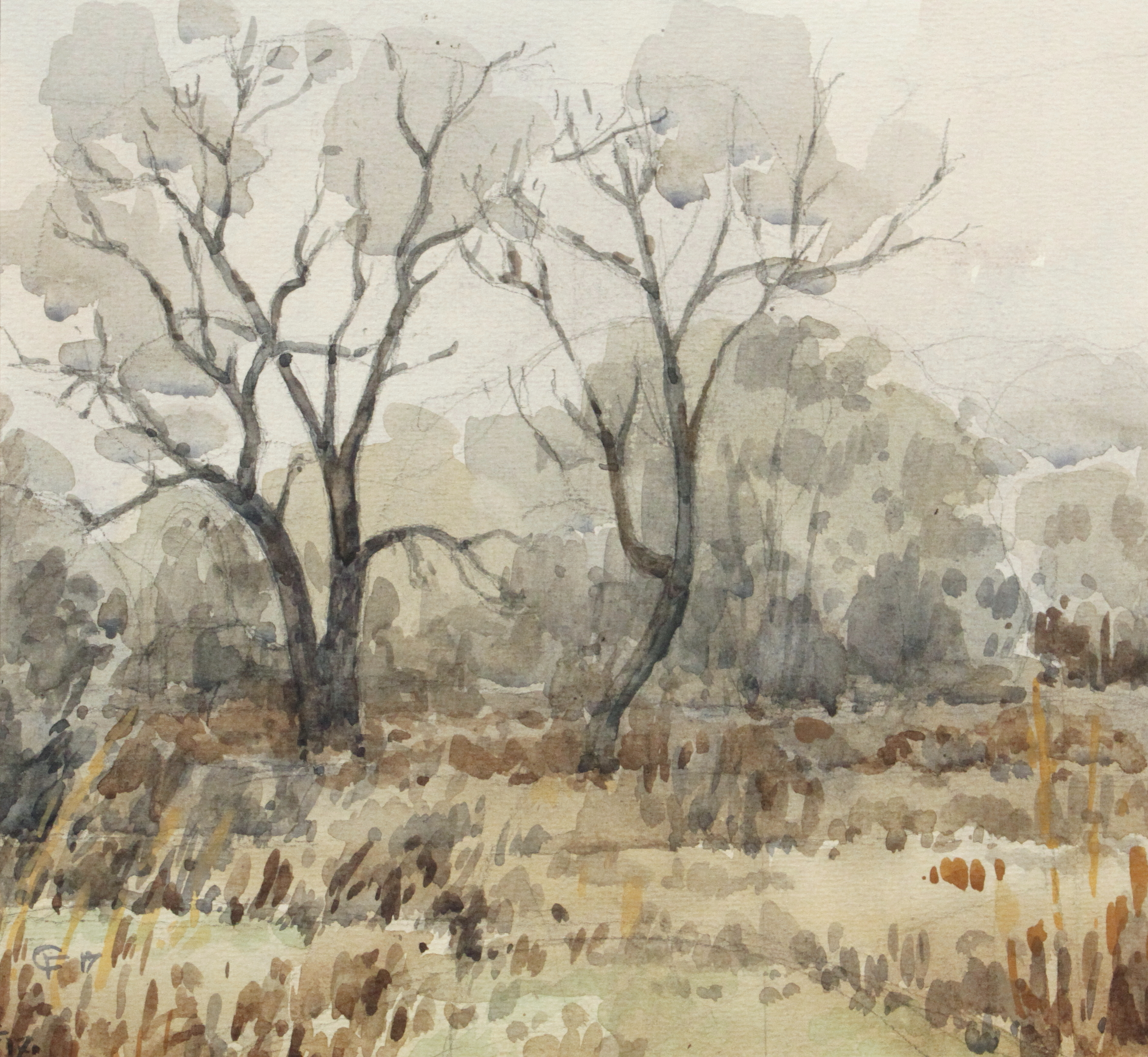
Ветлы. 2017 г.
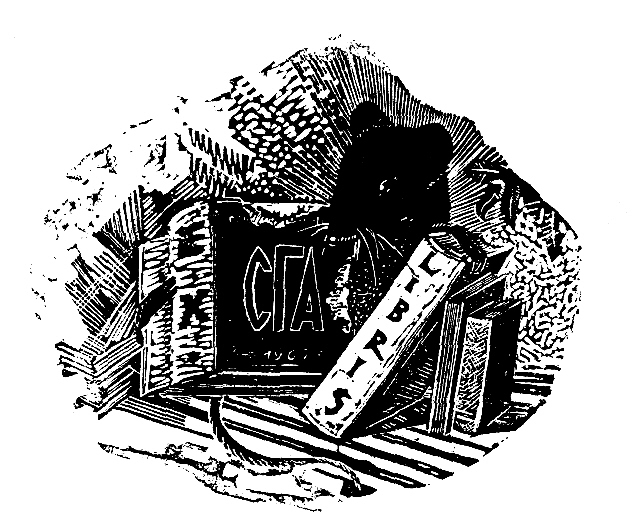
Экслибрис. 1980-е
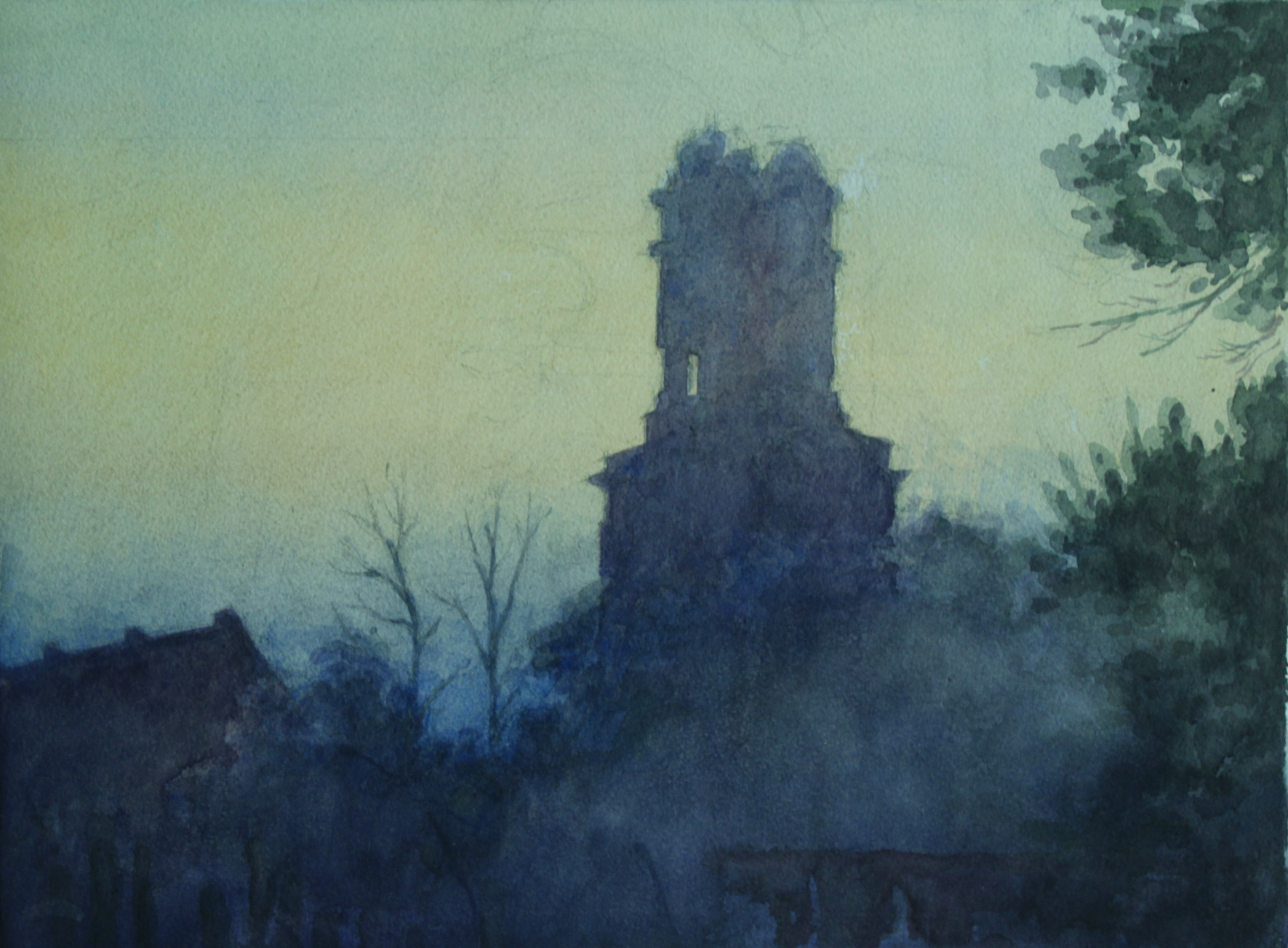
Туманно. 2019 г.